# Meeting international Mohammed VI d'athlétisme de Rabat 2016
Il Meeting international Mohammed VI d'athlétisme de Rabat 2016 è stata la 9ª edizione dell'annuale meeting di atletica leggera, e si è svolto allo Stadio Moulay Abdallah di Rabat, il 22 maggio 2016. Il meeting è stato la terza tappa del circuito di atletica leggera IAAF Diamond League 2016.

## Programma[1]
| #  | Orario | Specialità         |
| -- | ------ | ------------------ |
| 1  | 16:35  | Salto in alto      |
| 2  | 16:45  | 1500 metri         |
| 3  | 17:25  | 800 metri          |
| 4  | 17:33  | 3000 metri siepi   |
| 5  | 17:45  | Salto in lungo     |
| 6  | 17:52  | 110 metri ostacoli |
| 7  | 17:55  | Lancio del disco   |
| 8  | 18:00  | 3000 metri         |
| 9  | 18:15  | 200 metri          |
| 10 | 18:35  | 400 metri          |

| # | Orario | Specialità             |
| - | ------ | ---------------------- |
| 1 | 16:00  | Getto del peso         |
| 2 | 16:15  | Salto triplo           |
| 3 | 16:20  | Lancio del giavellotto |
| 4 | 16:30  | 3000 metri siepi       |
| 5 | 16:35  | Salto con l'asta       |
| 6 | 17:04  | 400 metri ostacoli     |
| 7 | 17:15  | 100 metri              |
| 8 | 18:25  | 800 metri              |
| 9 | 18:42  | 5000 metri             |

     Specialità valide per la Diamond League

## Risultati
Di seguito i primi tre classificati di ogni specialità .

### Uomini
| Specialità         |                       | Prestazione | 2º classificato    | Prestazione | 3º classificato      | Prestazione |
| 200 metri          | Alonso Edward         | 20"07       | Wilfried Koffi Hua | 20"35       | Bruno Hortelano      | 20"36       |
| 400 metri          | LaShawn Merritt       | 44"66       | Kévin Borlée       | 45"26       | Isaac Makwala        | 45"38       |
| 800 metri          | Pierre-Ambroise Bosse | 1'44"51     | Taoufik Makhloufi  | 1'44"91     | Amel Tuka            | 1'45"41     |
| 1500 metri         | Timothy Cheruiyot     | 3'33"61     | Silas Kiplagat     | 3'33"68     | Ryan Gregson         | 3'34"43     |
| 3000 metri         | Abdalaati Iguider     | 7'36"85     | Hayle İbrahimov    | 7'37"76     | Adel Mechaal         | 7'39"51     |
| 3000 metri siepi   | Conseslus Kipruto     | 8'02"77     | Jairus Birech      | 8'03"90     | Paul Kipsiele Koech  | 8'12"33     |
| 110 metri ostacoli | David Oliver          | 13"12       | Orlando Ortega     | 13"13       | Antonio Alkana       | 13"28       |
| Salto in alto      | Bohdan Bondarenko     | 2.31 m      | Erik Kynard        | 2.28 m      | Konstadinos Baniotis | 2.25 m      |
| Salto in lungo     | Ruswahl Samaai        | 8.38 m      | Fabrice Lapierre   | 8.36 m      | Marquise Goodwin     | 8.11 m      |
| Lancio del disco   | Piotr Małachowski     | 67.45 m     | Robert Urbanek     | 65.04 m     | Zoltán Kővágó        | 64.42 m     |

     Atleti al primo posto nella classifica di specialità.
     Prestazione che stabilisce il nuovo record del meeting.

### Donne
| Specialità             |                      | Prestazione | 2º classificato        | Prestazione | 3º classificato  | Prestazione |
| 100 metri              | Elaine Thompson      | 11"07       | Blessing Okagbare      | 11"35       | Kerron Stewart   | 11"36       |
| 800 metri              | Caster Semenya       | 1'56"64     | Francine Niyonsaba     | 1'57"74     | Rénelle Lamote   | 1'58"84     |
| 5000 metri             | Almaz Ayana          | 14'16"31    | Viola Jelagat Kibiwot  | 14'29"50    | Senbere Teferi   | 14'35"09    |
| 400 metri ostacoli     | Janieve Russell      | 54"16       | Cassandra Tate         | 54"69       | Wenda Nel        | 54"88       |
| 3000 metri siepi       | Etenesh Diro         | 9'16"87     | Gladys Kipkemoi        | 9'26"36     | Caroline Tuigong | 9'28"81     |
| Salto con l'asta       | Aikaterinī Stefanidī | 4.75 m      | Nicole Büchler         | 4.70 m      | Yarisley Silva   | 4.50 m      |
| Salto triplo           | Caterine Ibargüen    | 14.51 m     | Paraskeuī Papachristou | 14.28 m     | Patrícia Mamona  | 14.33 m     |
| Getto del peso         | Valerie Adams        | 19.68 m     | Anita Márton           | 18.51 m     | Brittany Smith   | 17.84 m     |
| Lancio del giavellotto | Madara Palameika     | 64.76 m     | Liina Laasma           | 63.65 m     | Kathryn Mitchell | 60.68 m     |

     Atleti al primo posto nella classifica di specialità.
     Prestazione che stabilisce il nuovo record del meeting.